# Epiphragma (Epiphragma) scoptes
Epiphragma (Epiphragma) scoptes is een tweevleugelige uit de familie steltmuggen (Limoniidae). De soort komt voor in het Oriëntaals gebied.